# Surena

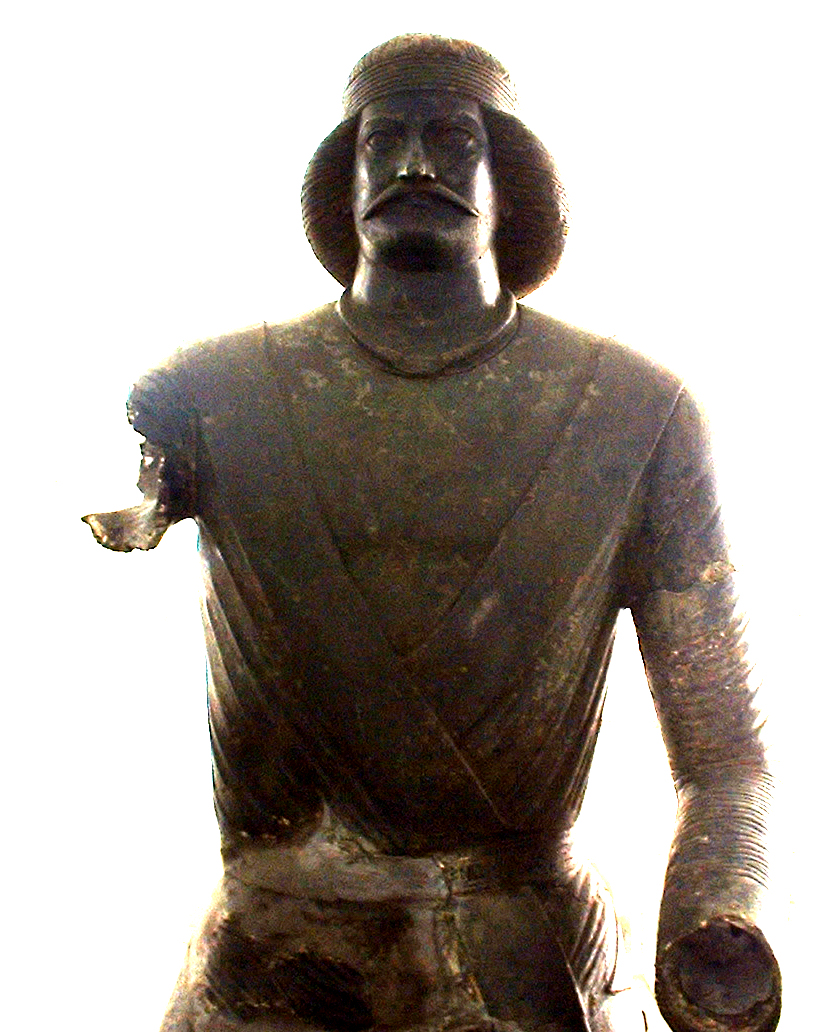
Parthisk bronsstaty som eventuellt föreställer generalen Surena, Irans Nationalmuseum.

Surena, död 52 f.Kr., var en parthisk adelsman av släkten Surena och parthisk general under shahen Orodes II. Namnet härstammar etymologiskt från avestiskans sūra i betydelsen "stark". Surena är berömd i väst för att han i slaget vid Carrhae besegrade Marcus Licinius Crassus från Rom.